# Ningxia
Ningxia (simplificeret kinesisk:宁夏, traditionel kinesisk: 寧夏, pinyin: Níngxià, Wade-Giles: Ning-hsia), fulde navn Autonom Region Ningxia Hui (simplificeret kinesisk: 宁夏回族自治区, traditionel kinesisk: 寧夏回族自治區, pinyin: Níngxià Huízú Zìzhìqū), er en huikinesisk autonom region i Folkerepublikken Kina beliggende i den nordvestlige del af Loess-plateuet og den Gule Flod flyder gennem et stort, øde område af regionen.

## Administrative enheder
Ningxia er inddelt i 5 enheder på præfekturniveau, som alle er bypræfekturer.
| Kort | #          | Navn     | Hanzi          | Pinyin   | Administrativt Sete |
| ---- | ---------- | -------- | -------------- | -------- | ------------------- |
|      |            |          |                |          |                     |
| 1    | Yinchuan   | 银川市   | Yínchuān Shì   | Xingqing |                     |
| 2    | Shizuishan | 石嘴山市 | Shízuǐshān Shì | Dawukou  |                     |
| 3    | Wuzhong    | 吴忠市   | Wúzhōng Shì    | Litong   |                     |
| 4    | Zhongwei   | 中卫市   | Zhōngwèi Shì   | Shapotou |                     |
| 5    | Guyuan     | 固原市   | Gùyuán Shì     | Yuanzhou |                     |

Disse 5 bypræfekturer er inddelt  i 21 enheder på amtsniveau (8 distrikter, 2 byamter og 11 amter).
Disse er igen inddelt  i 229 enheder på kommuneniveau (94 bykommuner (towns), 93 kommuner (townships) og 42 subdistrikter).

## Myndigheder
Den regionale leder i Kinas kommunistiske parti er Chen Run'er. Formanden i provinsens statsapparat er Xian Hui, pr. 2021.
38°28′00″N 106°16′14″Ø / 38.46654°N 106.27056°Ø